# Dow Jones Industrial Average
Dow Jones Industrial Average (forkortet DJIA) er et aktieindeks skabt af grundlæggeren af Wall Street Journal og Dow Jones & Company, Charles Dow, den 26. maj 1896. Dow lavede indekset for at kunne måle hvordan de store industrivirksomheder på det amerikanske aktiemarked klarede sig. Det er det næstældste stadig eksisterende indeks over amerikanske aktier, efter Dow Jones Transportation Average. Ingen af de originale tolv aktier er stadig inkluderet i indekset, efter at General Electric (GE) udgik i juni 2018.
I dag består DJIA af de tredive største aktieselskaber i USA. Indekset indeholder ikke længere kun industrielle aktier, men alle typer virksomheder. For at kompensere for markedseffekter er indekset i dag et vægtet gennemsnit af aktiepriserne, ikke et direkte gennemsnit.
DJIA er det amerikanske aktieindeks som oftest citeres når man taler om amerikanske aktier, på trods af at der findes et utal af andre indeks, f.eks. S&P 500, og at mange af disse afspejler det amerikanske aktiemarked bedre.